# کتی لی
کاترین لی (زاده ۱۴ سپتامبر ۱۹۸۱) نویسنده کتاب آشپزی ، منتقد غذای تلویزیونی و رمان‌نویس آمریکایی است که در ویرجینیای غربی متولد شده است. او در چندین رستوران کار کرده و دو کتاب آشپزی منتشر کرده است. او به عنوان مشارکت کننده در چندین مجله و برنامه تلویزیونی، از جمله Iron Chef America ، یک مسابقه نمایش آشپزی آمریکایی، که در سال 2007 داور بود، خدمت کرد. کاترین یکی از مجریان برنامه گفتگوی آشپزخانه فود نت‌ورک و مجری برنامه ساحلی کوکینگ کانال با کتی لی است. لی روزنامه نگاری و علوم غذایی را در دانشگاه میامی در اکسفورد، اوهایو گذراند و در سال 2003 فارغ‌التحصیل شد. او یک ترم را در فلورانس, ایتالیا در موسسه بریتانیا گذراند.